# Timaixivka (Crimea)
Timaixivka (en (ucraïnès): Тимашівка, en rus: Тимашовка) és un poble de la República Autònoma de Crimea, a Ucraïna, que el 2014 tenia 482 habitants. Pertany al districte de Krasnogvardiiske.